# 2015년 12월 5일 대한민국 민중총궐기

2015년 12월 5일 대한민국 민중총궐기의 집회 포스터

2015년 12월 5일 대한민국 민중총궐기 (2015年 12月 5日 大韓民國 民衆總蹶起) 또는 통칭 제2차 민중총궐기는 2015년 12월 5일에 1차 민중총궐기를 이어서 발생한 시위로, 박근혜 정부의 각종 사회적 문제, 1차 민중총궐기 당시 인명 피해를 발생시킨 경찰 과잉 진압 규탄, 박근혜 정부의 노동 개혁 반대를 주장하며 2015년 12월 5일 오후 3시에 시작되어 오후 8시 37분에 종료된 집회시위이자, 행진을 말한다.
또한 이번 집회에는 박근혜 정부가 추진하려 하고 있는 "복면금지법안"에 항의하는 뜻으로 시위대들이 집단 가면을 착용하여 시위에 임하였기도 하였다. 그러나, 당시 시위대들은 경찰의 통제선을 준수하였으며, 1차 민중총궐기와 같이 청와대 방면 행진을 시도하지 않았다.
반면 황우여 교육부 장관은 이번 2차 민중총궐기에 참여한 교사들을 엄중히 문책할 것이라 경고하였다. 또한,  교육부 장관 황우여, 법무부 장관 김현웅, 행정자치부 장관 정종섭, 문화체육관광부 장관 김종덕, 농림축산식품부 장관 이동필, 고용노동부 장관 이기권, 대한민국 경찰청 청장 강신명은 각 신문이나 언론 매체에 "불법, 폭력 시위에 대한 대국민 호소문" 을 게재하기도 하였으며,  또한 이번 2차 민중총궐기 집회에 새정치민주연합 문재인 대표, 이종걸 원내대표, 정청래 최고위원, 유승희 최고위원, 안민석 의원 등이 참석하여 평화 시위를 유도하기 위해 가슴에 "평화" 라고 쓰여 있는 배지를 차고 나타났다.
시위 참가자들은 또, 1차 민중총궐기 당시 경찰 측의 물대포에 맞아 뇌진탕으로 중태 상태에 빠진 농민 백남기 씨가 입원해있는 서울대학교병원까지 민중총궐기 투쟁본부 측이 준비한 카네이션을 들고 행진을 하기도 하였으며, 경찰은 무교로에서부터 대학로 서울대학교병원 후문까지 3.5km 구간에서 2개 차로를 내주고 교통 소통 위주로 관리 하였고, 또한 225개 중대 2만 여명에 차벽과 살수차를 배치하였으나, 폭력 시위와 감정적 시위로 변질할 것을 우려 해 시위 현장으로부터 멀리 떨어진곳에 배치하였다.
2015년 12월 5일 대한민국 민중총궐기는 오후 8시 10분에 촛불 문화제 퍼포먼스를 진행한 후, 오후 8시 37분에 종료하여 평화적으로 해산하였다. 원래 오후 9시 종료가 계획이었으나, 계획보다 조금 일찍 종료/해산하였다.

## 주최 단체
아래 표는 2015년 12월 5일 대한민국 민중총궐기를 주최 (2015년 11월 대한민국 민중총궐기, 2015년 12월 19일 대한민국 민중총궐기도 포함) 한 민중총궐기 투쟁본부에 소속된 단체들이다.
| 21C한국대학생연합            | 구속노동자후원회               | 노동사회과학연구소         | 노동자계급정당추진위       |
| 노동자연대                   | 민권연대                       | 민대협                     | 민족자주평화통일중앙회의   |
| 민주노동자전국회의           | 민주수호공안탄압대책회의       | 민주주의국민행동           | 민주화를위한전국교수협의회 |
| 민주화실천가족운동협의회     | 민중의힘                       | 변혁재장전                 | 보건의료단체연합           |
| 빈곤사회연대                 | 빈민해방실천연대               | 사월혁명회                 | 사회진보연대               |
| 알바노조                     | 민가협양심수후원회             | 용산참사진상규명위원회     | 장그래운동본부             |
| 전국농민회총연맹             | 전국민주노동조합총연맹         | 전국불안정노동철폐연대     | 전국빈민연합               |
| 전국여성농민회총연합         | 전국여성연대                   | 전국장애인차별철폐연대     | 전국학생행진               |
| 전태일을따르는사이버노동대학 | 전태일재단                     | 조국통일범민족연합남측본부 | 천주교인권위원회           |
| 청년유니온                   | 청년좌파                       | 청년하다                   | 추모연대                   |
| 통일광장                     | 평등교육실현을위한전국학부모회 | 평화와통일을여는사람들     | 평화재향군인회             |
| 한국비정규노동센터           | 한국진보연대                   | 한국청년연대               | 행동하는성소수자인권연대   |
| 유가협                       | 계승연대                       | 통일의길                   | 노동전선                   |
| 부정선거진상규명시민모임     |                                |                            |                            |

이 외의 비공식적으로 참여한 단체들은 다음과 같다.
- 전국교직원노동조합
- 코리아연대
- 가톨릭농민회

## 주요 요구사항
2015년 12월 5일 대한민국 민중총궐기의 요구 사항은 1차 민중총궐기의 요구사항과 같으며, 추가로 경찰의 과잉 진압 논란과 관련해서 과잉 진압을 규탄하였으며 공안몰이의 중단을 새롭게 요구하였다. 2015년 12월 5일 대한민국 민중총궐기 포스터에 적시되어 있는 요구사항은 다음과 같다.
- 살인진압 규탄
- 공안몰이 반대
- 노동개악 중단

## 과정

### 시위 전
시위 전에 폭력 시위와 교통 불편 예상을 이유로 대한민국 경찰이 3차례 금지 명령을 내렸으나, 2015년 12월 3일, 대한민국 법원은 2차 민중총궐기에 대한 금지 명령은 부당하다고 판결하였다. 경찰은 쇠파이프, 각목, 죽봉, 철제사다리, 망치, 밧줄 등등 폭력 시위에 사용될 가망이 있는 도구를 사전에 검열, 금지하기로 하였다.

### 집회 과정
- 낮 12시 - 팩트tv, 오마이tv, 국민tv (유튜브, 아프리카tv) 생중계 시작
- 낮 1시 - 청소년 민중총궐기 행사 (서울 청계천 광통교 앞), 국정화저지네트워크 주최 국민대회 (서울 광화문 파이낸스 빌딩 앞) 진행
- 오후 2시 - 종교인평화연대 (불교, 천주교) '평화의 꽃길' 기도회 진행, 민종총궐기 타도 맞불집회 진행
- 오후 2시 50분 - 여러각기 단체들 추산 약 5만명(경찰추산 1만5000명) 서울시청으로 집결. 문재인대표 및 새정치민주연합 의원들 민중총궐기 행사 참가, 평화행동지침 발표
- 오후 3시 5분 - 경찰 1차 경고방송
- 오후 3시 10분 - 2차 민중총궐기 시작. 시위대, 박근혜 규탄 구호 합창. 새정치민주연합 의원들 '피스 라인'형성, 경찰병력을 강화하여 7겹인간 폴리스라인 형성해 새정치민주연합 의원들과 대치
- 오후 3시 18~20분경 - 투쟁본부 위원장, 뒷쪽의 시위 참가자 배려를 위해 난잡한 각종 깃발을 양 측면으로 이동 지시.
- 오후 3시 22분~25분경 - 시위대, 교과서 국정화 반대 및 생존권 보장 등 시위 관련 각종 요구사항 외침.
- 오후 3시 34분~35분경 - 조계사에 피신한 한상균 민주노총 위원장, 시위대에게 영상으로 훈화함.
- 오후 3시 50분 - 2차 민중총궐기 선언문발표
- 오후 3시 50분~52분 사이 - 시위대, 박근혜 퇴진을 포함한 요구사항 재차 합창.
- 오후 3시 55분 - 투쟁위, 잠시 복면 착용함. 시위대 요구사항 3차 합창.
- 오후 3시 58분~4시경 - 새정치민주연합 의원들 서울광장으로 이동
- 오후 4시 2분~5분경 - 2차 민중총궐기 전체 집회 1부 종료. 대한문 앞에서 길을 잃은 것으로 보이는 청소년을 안전한 곳으로 안내하고 보호자에게 데려가라고 함
- 오후 4시 6분경 - 경찰병력 다수 이동
- 오후 4시 10분경 - 시위대에게 카네이션 1만 송이 지급 시작. 일부 경찰의 갑작스러운 도로 횡단으로 지나가던 버스 급제동.
- 오후 4시 30분 - 2차 민중총궐기 2부 - 백남기 농민쾌유기원 국가폭력 규탄 범국민 문화제 진행.
- 오후 4시 35분 - 행진 선포식 개최. 서울광장 집회 평화적으로 종료함.
- 오후 4시 35분~37분 사이 - 투쟁위, 행진 전 비닐봉투에 서울광장에 버려져 있는 쓰레기를 담을 것을 시위대에 요청함. 행진 방향 및 순서 소개.
- 오후 4시 40분 - 본격적으로 행진 시작.
- 오후 4시 49분~50분경 - 시위대. 행진 중 함성 발사.
- 오후 5시경 - 경찰, 평화적으로 행진 유도.
- 오후 5시 40분 - 행진하는 시위대에 다수의 시민들이 합류.
- 오후 5시 50분 - 경찰 병력, 시위대를 앞질러 이동
- 오후 5시 55분~6시경 - 경찰이 교통방해를 이유로 경고방송
- 저녁 6시 4분~5분경 - 백남기 농민쾌유기원 파도타기 진행.
- 저녁 6시 5분~6분 사이 - 경찰이 교통방해를 이유로 재차 경고방송
- 저녁 6시 7분~10분경 - 방송차를 인도로 치우라면서 경찰들 행진하는 시위대를 가로막고 3차 경고방송
- 저녁 6시 35분 - 시위대 선봉대, 대학로 도착. 이후 도착하는 시위대들에게 대학로에 앉을 것을 요청.
- 저녁 7시 10분 - 투쟁위원회, 백남기 범대책위 집행위원에게 모이라고 요청.
- 저녁 7시 10분~12분 사이 - 시위대들에게 촛불을 켜거나 휴대폰 라이트를 켤 것을 요청함. 방송차를 뒤로 뺄 것을 요구.
- 저녁 7시 15분 - 백남기 농민 및 대책위 지원을 위한 모금 시작.
- 저녁 7시 17분~20분경 - 시위대, 백남기 살리기, 교과서 국정화 반대 등 요구사항을 외침. 투쟁위, 깃발을 내려줄 것을 요구.
- 저녁 7시 37분~40분경 - 대부분의 시위대가 서울대병원 앞에 도착함. 촛불문화제 시작.
- 저녁 7시 46분~50분경 - 서울대병원 중환자실 관련 의료진이 백남기 농민 상태를 서술함. 뇌파 검사 결과 뇌파가 희미하게 살아있지만 상태가 매우 심각한 상황이라고 밝힘.
- 저녁 7시 54분~8시경 - 시위대, 요구사항을 재차 외침. 시 낭송.
- 밤 8시 5분경 - 백남기농민의 딸이 소감을 말함.
- 밤 8시 10분 - 시위대 촛불문화제 퍼포먼스 진행
- 밤 8시 37분~40분경 - 2차 민중총궐기 평화롭게 종료 후 해산

### 시위 후
참여인원은 서울광장 집회에서는 약 4만 명으로 추산되며, 1차 민중총궐기 보다 상당히 적은 수가 참여하였다. 민중총궐기 투쟁본부 측은 3차 민중총궐기를 2015년 12월 19일에 실시할 예정이라고 밝혔다.

## 이동 경로
2015년 12월 5일 대한민국 민중총궐기의 이동 경로는 오후 3시 ~ 4시 경에 서울광장에서 집회를 열고, 오후 4시 ~ 6시까지 보신각을 지나 탑골공원, 종로3가를 거쳐 종로5가에서 꺾어서 대학로 서울대학교병원에서 행진을 마치고 오후 6시 ~ 오후 9시까지 마로니에 공원에서 정리집회를 하는 것으로 예정되어 있었다.

## 평가
이번 시위는 1차 민중총궐기와 다르게 차벽이나 격렬시위가 없어충돌이 없었던 평화로운 집회였다는 평가가 있다.또한 네티즌들은 이에 대하여 "평화시위가 답이다", "평화시위에 찬성합니다", "아무도 다치는 분이 없기를 바랍니다"라는 등의 의견을 남겼기도 하였다.
또, 2015년 12월 5일 대한민국 민중총궐기 주최 단체의 일부인 전국민주노동조합총연맹 위원장 한상균은 평화집회를 할것임을 강조하기도 하였다.
또한 이번 2차 민중총궐기 시위는 1차 민중총궐기 당시 경찰 측과 시위대 측 양측 모두 폭력적인 양상을 띄었던데에 반해, 시위대들이 스스로 쓰레기를 치우는 등의 모습과 차벽을 배치하지 않거나 최소한의 차벽만 배치하고 시위대에게 길을 내어준 경찰의 모습을 보아 무난한 평화적 집회였다는 평가와 주장이 힘이 실리고 있다.

## 논란
- 일부 시위대들은 2차 민중총궐기가 평화적으로 종료된 집회가 아니라며 반박하였다.[출처 필요]

## 같이 보기
- 2015년 11월 대한민국 민중총궐기
- 2015년 12월 19일 대한민국 민중총궐기
- 헬조선